# Groenkaperemomela
De groenkaperemomela (Eremomela scotops; Afrikaans: Donkerwangbossanger)  is een zangvogel uit de familie Cisticolidae die voorkomt in Afrika. De vogel is nauw verwant met de grijskoperemomela (E. canescens), groenrugeremomela (E. pusilla) en karoo-eremomela (E. gregalis).

## Kenmerken
De vogel is 11 tot 12 cm lang en weegt 7 tot 11 g. Hij heeft een groenachtige grijze kop, rond het oog donkerder grijs. De keel is wit, de borst is heldergeel en wordt naar de buik toe weer lichter tot wit. De snavel is zwart, de iris is lichtgeel met een heel smalle rode ring. De poten zijn bruin. Op de rugzijde is de vogel olijfgroen.

## Verspreiding en leefgebied
Deze vogel komt voor in centraal en zuidoostelijk Afrika en telt vijf ondersoorten:
- E. s. kikuyuensis: centraal Kenia.
- E. s. citriniceps: van Oeganda tot westelijk Kenia en westelijk Tanzania.
- E. s. congensis: van zuidoostelijk Gabon tot zuidwestelijk Congo-Kinshasa en noordelijk Angola.
- E. s. pulchra: van Angola  tot westelijk Malawi.
- E. s. scotops: van oostelijk Kenia tot noordoostelijk Zuid-Afrika.

Het leefgebied bestaat uit half open bosgebied, savanne begroeid met onder andere Acacia, riviergeleidend bos, groenblijvend loofbos, bosranden en tuinen.

## Status
De grootte van de populatie is niet gekwantificeerd. De groenkaperemomela is plaatselijk schaars tot algemeen in het westen van het verspreidingsgebied. Het is een niet bedreigde soort op de Rode Lijst van de IUCN.